# Иванов, Василий Тимофеевич (чекист)
Василий Тимофеевич Иванов (1894, село Холзсково Гжатского уезда Смоленской губернии — 16 июня 1938, Москва) — видный деятель ВЧК/ГПУ/НКВД УССР. Член ЦК КП(б) Украины, комиссар государственной безопасности 3-го ранга. И. о. наркома НКВД Украинской ССР (май—июнь 1937). Расстрелян в «особом порядке». Не реабилитирован.

## Биография
Родился в семье бетонщика (мелкого подрядчика). Закончил 3-классное городское училище (Москва), 4-классную торговую школу. До 1910 г. проживал в г. Москва, в 1910 г. поселился в г. Тула; кассир в частном магазине, Тула (10.1910 г.-.1911 г.); конторщик в торговой конторе, Москва (02.1911 г.-11.1912 г.); член Культурно-просветительного общества и профсоюза торговых служащих, с 1911 г. (Москва); упаковщик в Союзе потребительских обществ, Москва (11.1912 г.-08.1913 г.).
Состоял в РСДРП(б) с 1913 года; распространитель газеты «Правда», работал в газете «Наш путь» (орган РСДРП(б)) с 1913 г.; арестован, сидел в тюрьме, Москва (08.-.12.1913 г.); упаковщик в Союзе потребительских обществ, Москва (12.1913 г.-09.1914 г.); член Московской городской комиссии по созыву 15 съезда РСДРП(б) (1914 г.); арестован, находился под следствием, Москва (09.-11.1914 г.); упаковщик в Союзе потребительских обществ, Москва (11.1914 г.- 01.1915 г.).

## Карьера
В органах ВЧК-ГПУ-НКВД с 1919 года: член революционного военного трибунала 8-й стрелковой дивизии (03.-05.1919 г.); начальник особого отдела ВЧК 8-й стрелковой дивизии (10.1919 г.-09.1920 г.); начальник активной части особого отдела ВЧК 6-й армии (09.1920 г.-07.1921 г.).
В органах ГПУ Украинской ССР с 1921 года: начальник секретно-оперативной части и заместитель начальника особого отдела ВЧК Харьковского военного округа, начальник секретно-оперативной части (07.-12.1921 г.);начальник II-го, VI-го отделения Особого отдела ГПУ УкрССР (2.1922 — 4.1924 г.); начальник Секретно-оперативной части (22.04.1924 г.-17.04.1925 г.); начальник Контрразведывательного отдела (1924 г.); член коллегии ГПУ УкрССР (1924 г.-1928 г.); начальник Харьковского губ. отдела ГПУ (1924 г.-01.08.1925 г.), начальник учётно-осведомительной части (УОУ) ГПУ УкрССР (17.04.1925 г.-25.07.1928 г.); затем одновременно вновь начальник Харьковского окр. отдела ГПУ (01.08.1925 г.-25.07.1928 г.); начальник Киевского окр. отдела (Киевского опер. сектора) ГПУ (25.07.1928 г.-05.01.1932 г.).
В 1932—1933 — полномочный представитель ОГПУ при СНК СССР по Ивановской Промышленной области.
Затем снова в органах ГПУ-НКВД Украинской ССР : начальник Донецкого обл. отдела ГПУ (03.03.1933 г.—10.07.1934 г.).
26 января—10 февраля 1934 года делегат XVII съезда ВКП(б) с решающим голосом от Донецкой парторганизации.
Начальник УНКВД Донецкой обл. (15.07.1934 г.—03.04.1937 г.). С 3 апреля 1937 года — заместитель народного комиссара внутренних дел УССР. С 11 мая 1937 по 14 июня 1937 года — и. о. наркома НКВД Украинской ССР.
Член Центральной контрольной комиссии и Центральной ревизионной комиссии КП(б) Украины.
Звания: ст. майор ГБ (29.11.1935); комиссар ГБ 3 ранга (03.04.1937).
Член Центральной контрольной комиссии и Центральной ревизионной комиссии КП(б) Украины.
Награды: знак «Почетный работник ВЧК—ГПУ (V)» № 126 (1922);
орден Красного Знамени № 13075 (Приказ РВС № 101) (23.02.1928) (лишен посмертно Указом Президиума Верховного Совета СССР от 19.2.1940 г.)
знак «Почетный работник ВЧК—ГПУ (XV)» № 25 (20.12.1932).
1 августа 1937 года арестован в Москве в комнате 411 гостиницы «Москва». В показаниях бывшего наркома НКВД УкрССР В. А. Балицкого упомянут как завербованный им «участник военно-фашистского заговора в органах НКВД УкрССР». Внесен в Сталинский расстрельный список от 7 декабря 1937 года в «особом порядке» по 1-й категории («за» Сталин, Молотов, Жданов). Приговорен к расстрелу в «особом порядке». Расстрелян 16 июня 1938 г. вместе с рядом ответственных сотрудников центрального аппарата и региональных управлений НКВД СССР (Г. И. Благонравов, Б. А. Бак, П. А. Самойлов, В. И. Герасимов и др). Место захоронения — спецобъект НКВД «Коммунарка». Не реабилитирован ввиду прямой ответственности за аресты украинского партхозактива и личного состава Киевского и Харьковского ВО в апреле-июне 1937 года.